# Villa Stefania
Pour les articles homonymes, voir Stefania (homonymie).
La villa Stefania (connue aussi sous le nom de Villa Stefania Bevilacqua Marsaglia) est une villa éclectique située dans la commune de Sanremo en Italie.

## Histoire
Conçue par l'architecte Pio Soli, la villa est construite en 1896 à la demande de l'ingénieur Giovanni Marsaglia pour célébrer le mariage entre sa fille Stefania et le patrice bolognais Lamberto Bevilacqua Ariosti.

## Description
La villa présente un style éclectique avec des influences Second Empire comme les toitures mansardées.

## Galerie d'images

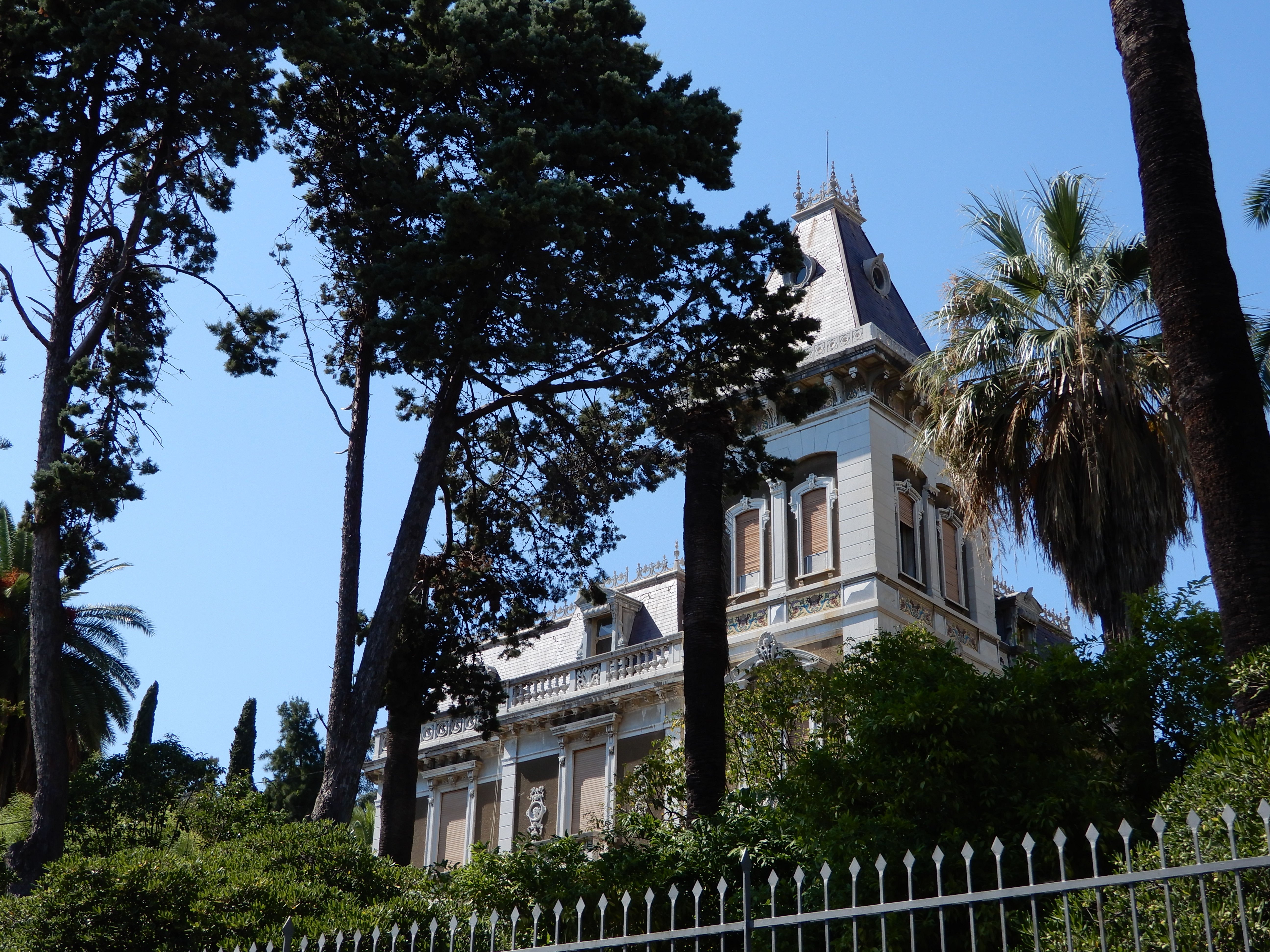
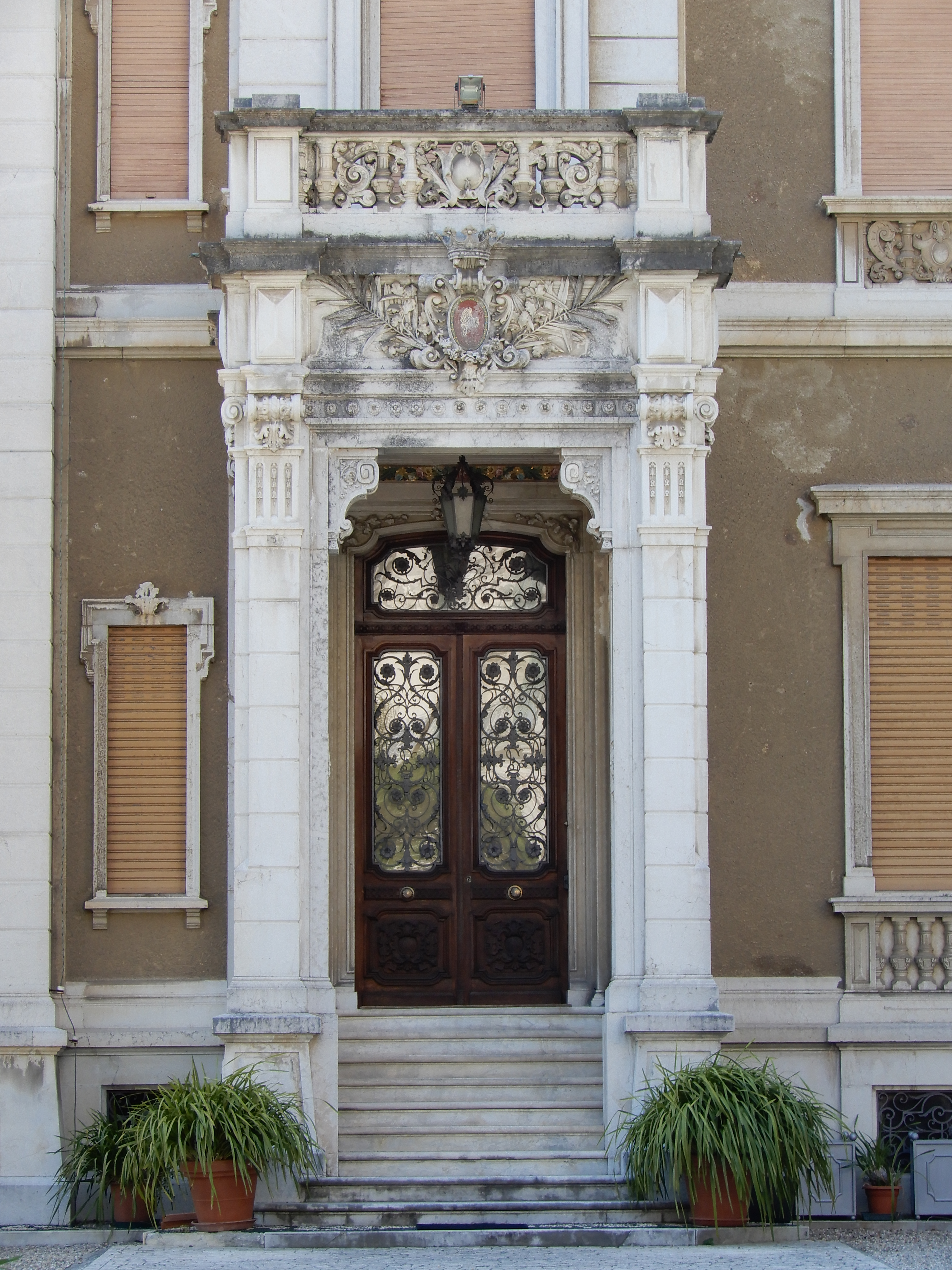
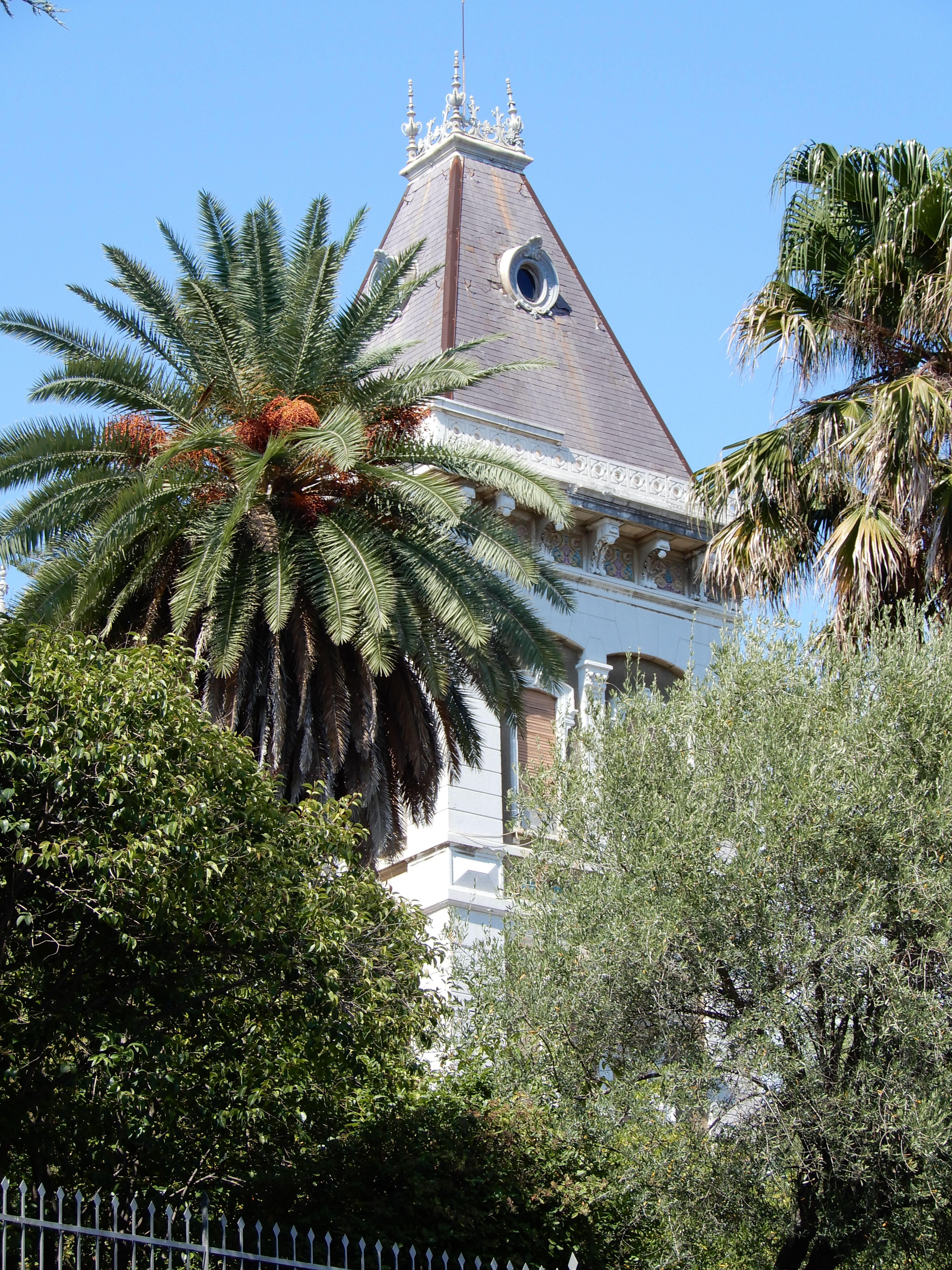